# جيك لارسون
جيك لارسون (بالسويدية: Jake Larsson) هو لاعب كرة قدم سويدي في مركز الوسط، ولد في 9 يناير 1999 في السويد. لعب مع نادي أوربرو.

## وصلات خارجية
- جيك لارسون على موقع اتحاد السويد (السويدية)
- جيك لارسون على موقع قاعدة بيانات كرة القدم.إي يو (الإنجليزية)
- جيك لارسون على موقع Soccerway.com (الإنجليزية)